# Skordatur
Die Skordatur oder Scordatura (von italienisch scordare „umstimmen“), deutsch auch Umstimmung, ist eine von der Norm abweichende Stimmung eines Saiteninstruments. Skordaturen werden häufig bei der Violine und der Gitarre angewendet. Das Gegenteil, also die jeweils übliche Stimmung, ist die Akkordatur oder Accordatura (von italienisch accordare „abstimmen“). Skordaturen sind meist spieltechnisch motiviert, gelegentlich aber auch mit außermusikalischer Bedeutung behaftet (A. Berg).

## Violine
Die Skordatur erlaubt bereits in tiefen Lagen das Spielen schwieriger Akkorde und eröffnet dem Instrument gleichzeitig andere Klangmöglichkeiten durch Über- oder Unterspannung der Saiten. Allerdings lässt sich eine Saite nicht unmittelbar um zwei Töne tiefer stimmen, ohne sich bei der Akkordatur sofort wieder zu verstimmen. Dies und die Entwicklung neuer Fingertechniken werden wohl die Gründe für die Aufgabe der Technik gewesen sein, die hauptsächlich in der Zeit zwischen 1600 und 1720 zum Einsatz kam. In dieser Zeit wurde ein Großteil der Literatur für die Viola d’amore skordiert veröffentlicht.
Der Erste, der die Skordatur auf der Violine veröffentlichte, scheint Biagio Marini gewesen zu sein. In seiner Sonata d'Inventione, op. 8 (Venedig 1629) muss der Geiger die E-Saite während des Stückes um eine Terz auf ein c herunterstimmen. Georg Philipp Telemann verwendete die Skordatur noch in einigen Werken und in Ausnahmen Niccolò Paganini und Gustav Mahler, auch Igor Strawinski (Der Feuervogel). Beim Spielen entsprechender Stücke hält man vielfach ein zweites oder mehrere gestimmte Instrumente bereit. Um das Lesen zu erleichtern, wird in einer Griffschrift oder einer Art Tabulatur notiert, die nicht dem klingenden Ton entspricht. Der Violinist greift dem Notenbild entsprechend, wie bei einer normal gestimmten Geige, jedoch erklingen durch die Skordatur andere Töne.

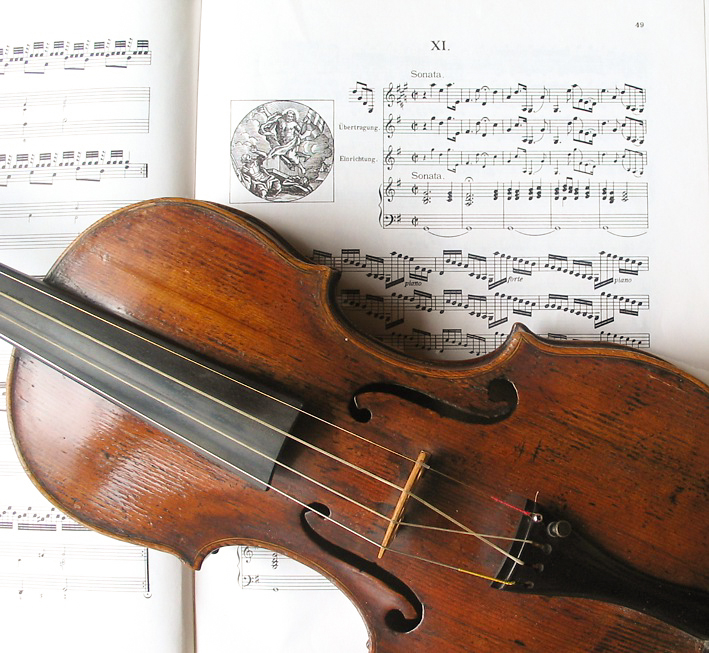
Einrichtung einer Violine für die 11. Rosenkranzsonate, hier wird die A-Saite mit der D-Saite vertauscht.

Bekanntestes musikalisches Beispiel aus der Barockmusik sind die Rosenkranz- oder Mysteriensonaten von Heinrich Ignaz Franz Biber, in denen 15 verschiedene Stimmungen eingesetzt werden (siehe obige Abbildung, die Violine steht bei der 1. und der 16. Sonate in Normalstimmung).
Wolfgang Amadeus Mozart notiert die Solo-Violastimme seiner Sinfonia concertante für Violine und Viola Es-Dur KV 364 um einen halben Ton tiefer, also in D-Dur, was spieltechnisch sehr viel bequemer liegt. Die Viola ist also um einen Halbton höher gestimmt, wodurch sie auch eine größere klangliche Brillanz erhält.
Joseph Haydn setzt die Skordatur der Violinen mit komischer Wirkung ein. Am Beginn des Finales seiner Sinfonie Nr. 60 hält er die Musik nach 16 einleitenden Takten an und führt das Stimmen der Saiten hörbar vor: Die Violinen haben vorher die G-Saite unauffällig auf F herabgestimmt. Während der Unterbrechung werden die Saitenpaare wie zur Kontrolle angestrichen, also a'-e'', d'-a' und (erwartet) g-d'. Hier erklingt nun aber überraschend statt der tiefsten Saite g ein f, also f-d'. Binnen vier Takten ziehen die Spieler die Saite wieder hoch und beheben so die „Verstimmung“.
Die Skordatur erscheint ebenfalls in der Folkloretradition; schottische und norwegische (Hardanger-) Fiedler verändern die Stimmung der beiden tiefen Saiten und haben damit passende Bordune zur Verfügung.

## Gitarre
Bei der Gitarre wird ebenfalls die Skordatur verwendet. Typische Stimmungen neben der Normalstimmung sind „offene Stimmungen“ (Open Tuning), so dass Akkorde einfach durch Barrégriffe erreicht werden können. Offene Stimmungen werden bevorzugt bei der Bottleneck-Spielweise verwendet, jedoch auch ohne Bottleneck – wie beispielsweise von Keith Richards oder Joni Mitchell.
Bereits in der Renaissance stimmten die Gitarristen ihre Saiten in Ausnahmefällen um. In Frankreich bezeichnete man die durch eine solche Skordatur entstehenden Akkorde, wenn nicht nur eine Saite umgestimmt wurde, als nouvelles accordes. So beispielsweise in dem von Robert de Visée 1682 herausgegebenen Band mit Hoftänzen.
Seit den Veröffentlichungen der Klassiker Carcassi, Aguado, Sor, Mozzani und anderer wird am häufigsten die tiefe E-Saite nach D umgestimmt. Bei Sor finden sich auch Anweisungen zum Höherstimmen der der E-Saite nach F und zum Tieferstimmen der A-Saite nach G. Komponisten dieser Zeit verwendeten auch die Stimmung in E-Dur (E-H-e-gis-h-e'), wie etwa Carcassi, oder in G-Dur (D-g-d-h-d').
Bei Christian Gottlieb Scheidlers (1747–1829) Sonate in G-Dur ist (zumindest im ersten Satz) eine Umstimmung der tiefen E-Saite nach G erforderlich. Bei Metal-Gitarristen ist die Dropped-D-Stimmung beliebt.
Daneben sind weitere Stimmungen zur Verbesserung der Spielbarkeit oder für den Einsatz in bestimmten Musikrichtungen möglich.

## Laute
Ebenfalls schon in der Renaissance sind beim Stimmen der Laute Abweichungen von der üblichen Quart-Quart-große Terz-Quart-Quart-Lautenstimmung (4-4-3-4-4) belegt. Beispielsweise beschrieb Sebastian Virdung in seiner Musica getutscht einen solchen Abzug (basso descordato), bei dem das tiefste Saitenpaar um eine Sekunde heruntergestimmt wurde (5-4-3-4-4). Eine Umstimmung zum „Leyrer(zug)“ wurde gelegentlich verwendet, um mit einer Art offenen Stimmung die dudelsack- bzw. drehleierartigen Borduntöne beim Plektrumspiel auf der Laute zu imitieren. Bei den Lautenkompositionen Hans Neusidlers sind die von ihm so sogenannten „Judentanz“-Stimmungen erwähnenswert. Die in es-Moll verfasste Komposition Tombeau sur la Mort de M. Cajetan d’Hartig von Silvius Leopold Weiss verlangt, bezeichnet durch Accordo, eine Umstimmung der Basstöne der 13-chörigen Barocklaute.